# Kim Wall
Kim Isabel Fredrika Wall (født 23. marts 1987 i Gislöv sogn uden for Trelleborg i Sverige, død 10. eller 11. august 2017) var en svensk journalist, der arbejdede som freelancer for en række engelsk-sprogede nyhedsmedier.

## Uddannelse og karriere
Wall blev født i Gislöv sogn ved Trelleborg og voksede op i Malmø med sine forældre og et år yngre bror.
Hun fik en International Baccalaureate fra Malmö Borgarskola og studerede freds- og konfliktforskning ved Lunds Universitet mellem 2007 og 2008.
I 2008 begyndte hun på en bacheloruddannelse i International relations ved London School of Economics og fik en bachelor of science-grad i 2011.
Under studiet havde hun et udlandsophold ved Sorbonne i Paris.
I 2012 tog Wall til New York for at tage en dobbelt mastergrad ved Columbia University.
Hun blev master i journalistik i 2013 og i International affairs i 2015.
Hun havde også studeret mandarin i Beijing.
Før sine studier i New York havde Wall arbejdet for det svenske udenrigsministerium ved ambassaden i Canberra og for den Europæiske Union i New Delhi.
Som freelancejournalist leverede Wall tekster til en række ansete engelsksprogede tidsskrifter: Time, Vice og aviserne New York Times og The Guardian.
Allerede som studerende havde hun skrevet en artikel for Tea Leaf Nation der senere blev citeret i en amerikansk kongresrapport.
For Guardian rapporterede hun om en række vidt forskellige emner såsom biohackning, vampyrer, fetichisme og et radioaktivt affaldslager på Marshalløerne. Hun skrev også om sociale spørgsmål, udenrigspolitik, popkultur og kønsspørgsmål. Hun har bl.a. rapporteret fra Nordkorea, Kina og Sri Lanka og fra Haiti efter jordskælvet i 2010. Hendes historier havde international udsyn og hun præsenterede ofte en speciel interesse for subkulturer.
I 2013 vandt Wall som udenlandsk student førsteprisen "The Future of Journalism" fra Foreign Press Association of New York.
Med Exodus, den tysk-sprogede udgave af Walls reportage fra Marshalløerne udgivet på Süddeutsche Zeitungs website i 2015, vandt hun Hansel Mieths digitale pris for 2016.
Wall, der bidrog med teksten, vandt prisen sammen med Coleen Jose (foto) og Jan Hendrik Hinzel (video).
Wall modtog flere forskellige bevillinger til sit journalistiske arbejde.
Således havde hun modtaget midler fra European Journalism Centre,
Pulitzer Center on Crisis Reporting,
The GroundTruth Project
og African Great Lakes Reporting Initiative af International Women's Media Foundation.

## Død
Torsdag den 10. august 2017 sejlede Wall ud fra Refshaleøen med ubådskaptajnen Peter Madsen i ubåden UC3 Nautilus. Kim Wall kom ikke tilbage i live, og hendes død blev bekræftet 23. august af Københavns Politi, efter en kvindetorso, som var drevet i land ved Klydesøen på Amager, matchede Kim Walls DNA. Politiet kunne konstatere at hoved, arme og ben var skilt fra kroppen ved en bevidst handling.
Den 29. november fandt man den sidste af de to manglende arme. Den første blev fundet godt en uge tidligere ca. 400 m væk. Dermed kunne Walls pårørende, efter færdiggørelse af de endelige retsmedicinske undersøgelser, få hende udleveret til begravelse.
Hun blev bisat ved en privat ceremoni fredag den 1. juni 2018.
Ceremonien foregik udendørs nær den skånske kyst ved den lille mindepark Kim Wall Memorial Park, der er anlagt nær forældrenes hjem ved Trelleborg.

## Mindeaktiviteter
Efter at Kim Walls død var bekræftet oprettedes mindehjemmesiden rememberingkimwall.com og familie og venner tog initiativ til en fond i Walls navn med formålet at uddele bevilliger til kvindelige reportere der dækker subkulturer.
Wall blev mindet i flere artikler af verdens førerende medier.
På CNN's hjemmeside skrev hendes kollega, dokumentarfotografen Coleen Jose, at Wall var "typen af journalist som mange stræber efter at blive: modig, kreativ og en der gør en forskel.
Run for Kim var et internationalt mindeløb, der blev løbet i København, ved Golden Gate Bridge i San Francisco, i Istanbul og flere andre steder på årsdagen for Walls død den 10. august 2018. Startgebyret ville gå til Wall-fonden.
Omkring 30 løbere deltog i København,
mens 571 løb ved Trelleborg.
I 2018 udkom Bogen om Kim Wall: når ordene slipper op forfattet af forældrene Ingrid og Joachim Wall.
En udstilling om Kim Wall med 13 montrer begyndte i Trellebog i juni 2018, siden flyttet til København og Stockholm for i foråret 2019 at komme til Ystad.
I sommeren 2019 fik hun en rose opkaldt efter sig.

## Anerkendelse
- Hanzel Mieths digitale pris (2016)[16]

## Udvalgte artikler af Kim Wall
- Kim Wall (juli 2017), "The Weekly Package", Harper's Magazine, Wikidata  Q37794220
- "Asian, queer and dancing defiance: 'Everything we do now is resistance'". The Guardian. 2017-02-12.
- "When China's Feminists Came to Washington". Foreign Policy. 2017-01-25.
- "Ghost Stories". 2016-12-27.
- "Iceland Wins Hearts at Euro 2016 as Soccer's Global Underdog". Time. 2016-06-27.
- "The Magic Kingdom Meets the Middle Kingdom in Shanghai Disneyland". Time. 2016-06-15.
- "Haiti bidding to be the next big thing in Caribbean travel by leaving its troubled past behind". The Independent. 2016-05-26.
- "Inside the Ugandan Mall at the Center of China's East African Investments". Vice. 2016-05-01.
- "Is This Tiny Island the Key to Restoring Haitian Tourism?". Slate. 2016-04-22.
- "It's not about sex, it's about identity: why furries are unique among fan cultures". The Guardian. 2016-02-04.
- "Haiti Sees Tourism Promises Fade Amidst Electoral Tensions". Time. 2016-01-26.
- "Biohackers push life to the limits with DIY biology". The Guardian. 2015-11-18.
- "Vodou is elusive and endangered, but it remains the soul of Haitian people". The Guardian. 2015-11-07.
- "Interview with a real-life vampire: why drinking blood isn't like in Hollywood". The Guardian. 2015-08-15.
- "This dome in the Pacific houses tons of radioactive waste – and it's leaking". The Guardian. 2015-07-03.
- "Naked in an island idyll: eccentric couple recall a life of rockets and dictators". The Guardian. 2015-06-13.
- "Beijing, We Have A Problem". Foreign Policy. 2014-10-28.
- "Hunting the Hunters". Slate. 2014-06-20.
- "In Pictures: Sri Lanka war tourism". Aljazeera.com. 2014-06-16.
- Kim Wall (9. maj 2014), "Fairy Tale Romances, Real and Staged", The New York Times: MB1, Wikidata  Q37806355
- "Sex and the Law in China: 'The People Will Pull, and the Government Will Follow'". The Atlantic. 2013-06-06.
- "What China's 'One-Child Policy' Really Looks Like — A View from the Grassroots". Tea Leaf Nation. 2013-03-17.
- "Democracy and Disaster in New York's Sandy-battered Staten Island". The Independent. 2012-11-07.
- "After the storm: New York pulls together in the wake of Hurricane Sandy". The Independent. 2012-11-02.